# We Are Not Alone
We Are Not Alone (с англ. — «Мы не одни») — второй студийный альбом пост-гранж группы Breaking Benjamin, вышедший в 2004 году. С этой пластинки вышло три сингла: So Cold, Sooner or Later и Rain. Альбом получил платиновый статус. За первую неделю было продано 48 тысяч копий.
Это последний альбом с барабанщиком Джереми Хаммелом.

## Список композиций
1. So Cold — 4:33
2. Simple Design — 4:15
3. Follow — 3:18
4. Firefly — 3:08
5. Break My Fall — 3:25
6. Forget It — 3:38
7. Sooner or Later — 3:39
8. Breakdown — 3:36
9. Away — 3:12
10. Believe — 3:20
11. Rain — 3:25

### Бонус-треки
1. Rain (версия 2005 года с барабанами) — 3:22
2. Ordinary Man (только в японской версии) — 3:31
3. Ladybug (только в японской версии)- 3:03

## Участники записи
- Бенжамин Бернли (Benjamin Burnley) — вокал, гитара
- Аарен Финк (Aaron Fink) — гитара
- Марк Клепаски (Mark James Klepaski) — бас-гитара
- Джереми Хаммел (Jeremy Hummel) — барабаны